# Chrisann Gordon
Chrisann Gordon (* 18. September 1994) ist eine jamaikanische Leichtathletin, die im Sprint sowie im Mittelstreckenlauf an den Start geht. Ihren größten Erfolg feierte sie mit dem Gewinn der Goldmedaille mit der jamaikanischen 4-mal-400-Meter-Staffel bei den Weltmeisterschaften 2015 in Peking.

## Sportliche Laufbahn
Erste Erfahrungen bei internationalen Meisterschaften sammelte Chrisann Gordon im Jahr 2009, als sie bei den CARIFTA-Games in Vieux-Fort in 2:11,43 min die Goldmedaille im 800-Meter-Lauf in der U17-Altersklasse gewann und auch mit der jamaikanischen 4-mal-400-Meter-Staffel in 3:38,09 min siegte. Im Jahr darauf gewann sie bei den Zentralamerika- und Karibik-Juniorenmeisterschaften in Santo Domingo in 54,13 s die Silbermedaille im 400-Meter-Lauf und anschließend gewann sie bei den Juniorenweltmeisterschaften im kanadischen Moncton in 3:32,24 min die Bronzemedaille mit der Staffel. 2011 gewann sie bei den CARIFTA-Games in Montego Bay in 52,74 s die Silbermedaille über 400 Meter in der U20-Altersklasse und siegte in 3:31,47 min auch in der 4-mal-400-Meter-Staffel. Anschließend belegte sie bei den Jugendweltmeisterschaften nahe Lille in 53,31 s den siebten Platz im Einzelbewerb und siegte in 2:03,42 min in der Sprintstaffel (1000 Meter). Daraufhin siegte sie in 52,62 s über 400 Meter bei den Panamerikanischen Juniorenmeisterschaften in Miramar. Im Jahr darauf gelangte sie bei den Juniorenweltmeisterschaften in Barcelona mit 52,31 s auf Rang sieben über 400 Meter und 2013 gewann sie bei den CARIFTA-Games in Nassau in 53,22 s die Silbermedaille über 400 Meter und siegte in 3:34,36 min im Staffelbewerb. Anschließend sicherte sie sich bei den Zentralamerika- und Karibik-Juniorenmeisterschaften in Morelia in 52,52 s die Silbermedaille hinter der Guyanerin Kadecia Baird und wurde mit der Staffel disqualifiziert. Bei den IAAF World Relays 2014 auf den Bahamas belegte sie mit der 4-mal-800-Meter-Staffel in 8:17,22 min den vierten Platz. Im Jahr darauf nahm sie an den Panamerikanischen Spielen in Toronto teil und wurde dort in 51,75 s Vierte im Einzelbewerb und gewann zudem in 3:27,27 min gemeinsam mit Anastasia Le-Roy, Verone Chambers und Bobby-Gaye Wilkins die Silbermedaille in der 4-mal-400-Meter-Staffel hinter dem Team aus den Vereinigten Staaten. Anschließend kam sie bei den Weltmeisterschaften in Peking im Vorlauf in der Staffel zum Einsatz und trug damit zum Gewinn der Goldmedaille durch die jamaikanische Mannschaft bei. Im Herbst begann sie ein Studium an der University of Texas at Austin und 2016 schied sie bei den Hallenweltmeisterschaften in Portland in der Vorrunde über 400 Meter aus und kam mit der Staffel nicht ins Ziel. Im Juli siegte sie in 51,02 s über 400 Meter bei den U23-NACAC-Meisterschaften in San Salvador und sicherte sich dort in 3:32,06 min die Silbermedaille mit der Staffel hinter dem Team aus den Vereinigten Staaten. Daraufhin verhalf sie der jamaikanischen Mannschaft bei den Olympischen Sommerspielen in Rio de Janeiro zum Finaleinzug und trug damit zum Gewinn der Silbermedaille bei.
2017 wurde sie NCAA-Collegemeisterin über 400 Meter und anschließend erreichte sie bei den Weltmeisterschaften in London das Halbfinale und schied dort mit 50,87 s aus und mit der Staffel erreichte sie im Finale nicht das Ziel. Bei den IAAF World Relays 2019 in Yokohama belegte sie in 3:28,30 min den fünften Platz mit der 4-mal-400-Meter-Staffel und 2022 siegte sie in 1:59,52 min beim Music City Track Carnival Festival über 800 Meter und qualifizierte sich über die Weltrangliste über diese Distanz für die Weltmeisterschaften in Eugene und schied dort mit 2:01,91 min in der ersten Runde aus.
2022 wurde Gordon jamaikanische Meisterin im 800-Meter-Lauf.

## Persönliche Bestzeiten
- 200 Meter: 23,28 s (+2,0 m/s), 18. April 2015 in El Paso
  - 200 Meter (Halle): 23,90 s, 6. Februar 2015 in Albuquerque
- 400 Meter: 50,13 s, 25. Juni 2017 in Kingston
  - 400 Meter (Halle): 51,69 s, 12. März 2016 in Birmingham
- 800 Meter: 1:59,52 min, 5. Juni 2022 in Nashville
  - 800 Meter (Halle): 2:15,22 min, 6. März 2015 in Albuquerque